# Orde de la Cartoixa
L'orde de la Cartoixa és un orde monàstic fundat el 1084 per Bru de Colònia i sis companys. Els monjos que en formen part, anomenats cartoixans, posposen al seu nom les sigles O. C. o O. Cart.

## Història
Bru de Colònia, canonge alemany i estudiant a Reims, va fer vot de consagrar la seva vida a Déu. Va adreçar-se amb dos amics a Molesme i es posà sota la direcció de sant Robert de Molesme, que seria el fundador de l'Orde del Cister. Després, el 1084, Bru i altres sis companys (Lanuí, Hug el Capellà, Esteve i Esteve, i dos laics, Andreu i Garí), van cercar un lloc solitari per fer-hi un monestir i viure-hi en comunitat.
El bisbe de Grenoble, Hug de Grenoble, va tenir una visió en somnis: set estrelles (els companys que buscaven lloc per instal·lar-s'hi) guiaven set pelegrins en una vall solitària al massís de Chartreuse (en francès), massís de la Chartrosa (en occità), o Cartusia (en llatí) al Delfinat, proper a la ciutat. Quan hi arribaren els companys, els concedí aquells terrenys i els permeté de fundar-hi el monestir. Era en una zona muntanyosa, a 1.175 metres d'altitud. El monestir -fundat l'any 1084, el dia de sant Joan Baptista- prengué el nom del massís i se l'anomenà Grande Chartreuse o Gran Cartoixa. L'església s'edificà de pedra, a diferència de les altres dependències, i va ser consagrada el 1085 per Hug de Grenoble.
El 1090, Bru fou cridat pel papa Urbà II a Roma. Arran de la visita, va fundar a Calàbria un altre eremitori, sense relació institucional amb el de Chartreuse.

### Regla i estatuts
Sant Bru no escrigué cap regla: només es conserven dues cartes escrites per ell i una professió de fe. Cap al 1127, Guigó I, cinquè prior de Chartreuse, escrigué els costums que s'hi havien practicat, a demanda d'altres comunitats que volien viure de la mateixa manera que ells. El primer capítol dels monestirs que seguien aquests costums va tenir lloc el 1140, quan el prior era Antelm: la data marca el naixement canònic dels cartoixans com a orde monàstic. Aproximadament alhora, les monges de Prébayon (la Provença) abracen la regla de vida cartoixana i originen així la branca femenina de monges cartoixanes cap al 1145.
Els capítols generals anuals van anar fornint reculls de decisions que constituïren els estatuts de l'orde, que es començaren a copiar i publicar: Estatuts de Jancelin (1222), Antiqua Statuta (1259), Nova Statuta (1368), Tertia Compilatio (1509). El 1510, s'imprimiren plegats amb el nom de Statuta. El 1582, una nova edició va refondre els diferents estatuts en un únic text, que fou la regla de l'orde fins als Estatuts renovats de l'Orde cartoixà de 1971-1973 i els estatuts de 1987.

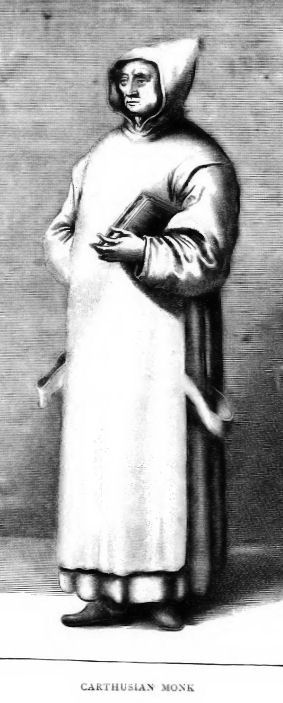
Hàbit cartoixà, 1904
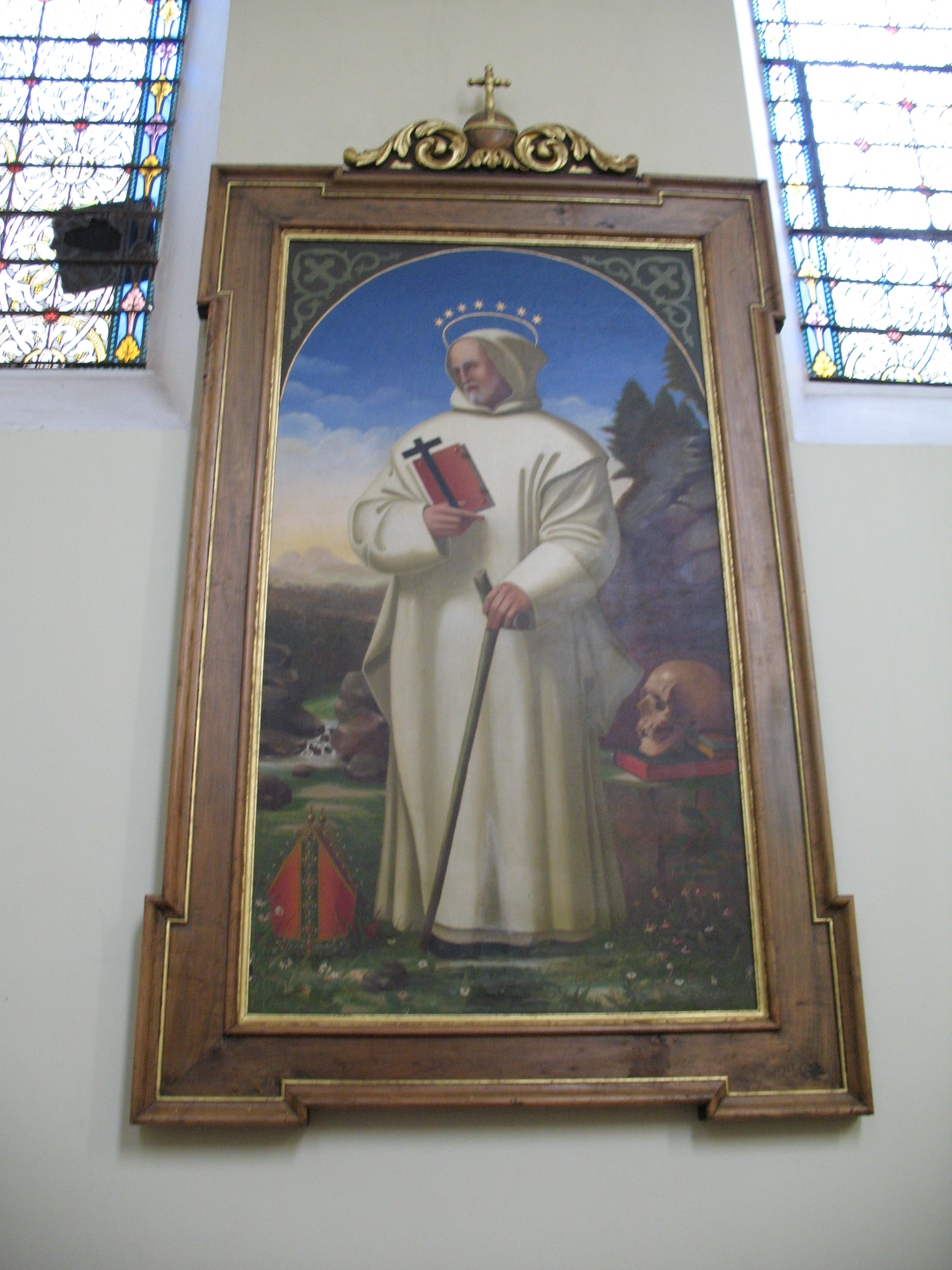
Sant Bru a la Cartoixa de Serra San Bruno
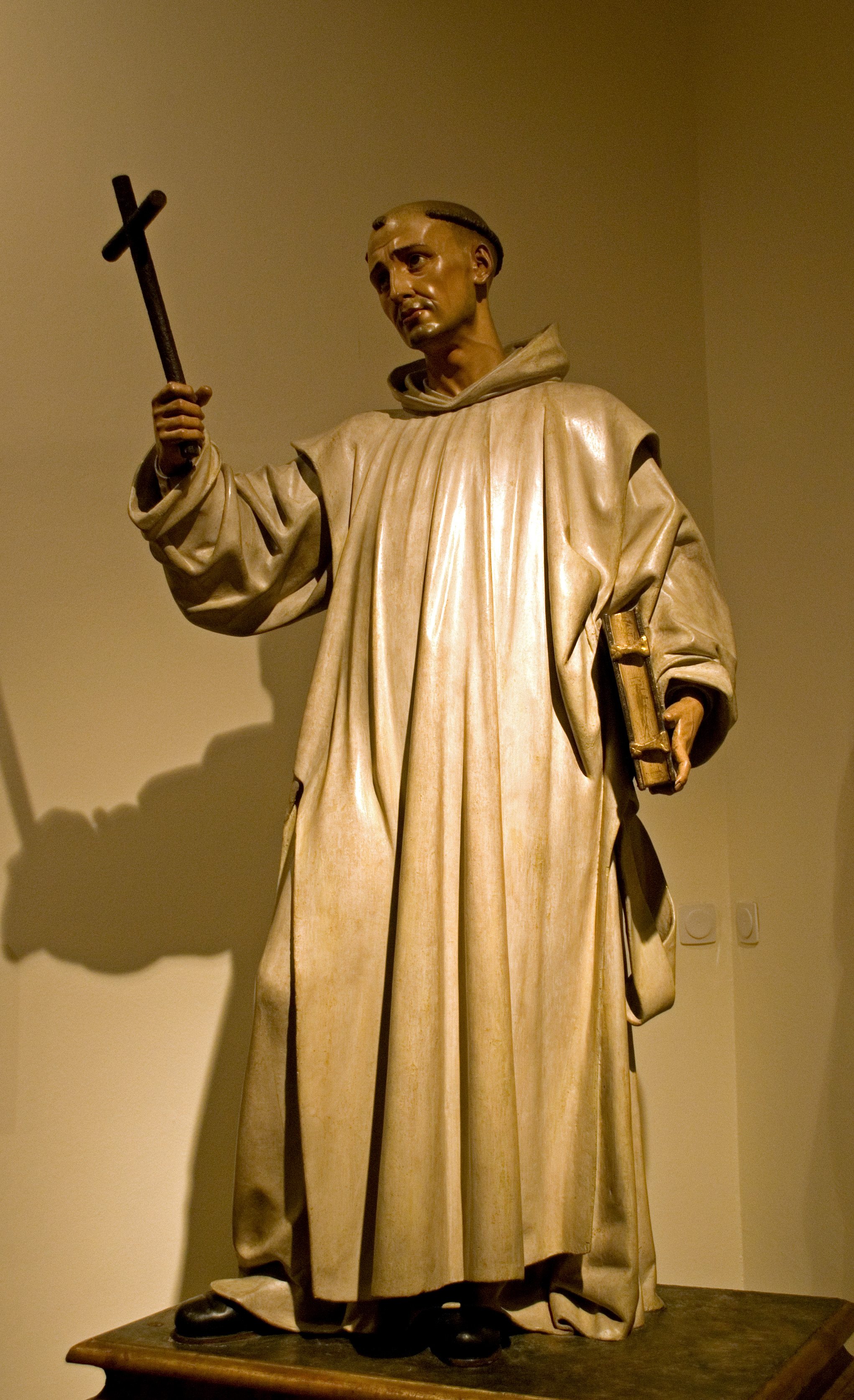
Sant Bru amb l'hàbit de la Cartoixa, per Juan Martínez Montañés (Sevilla, M. de Bellas Artes)
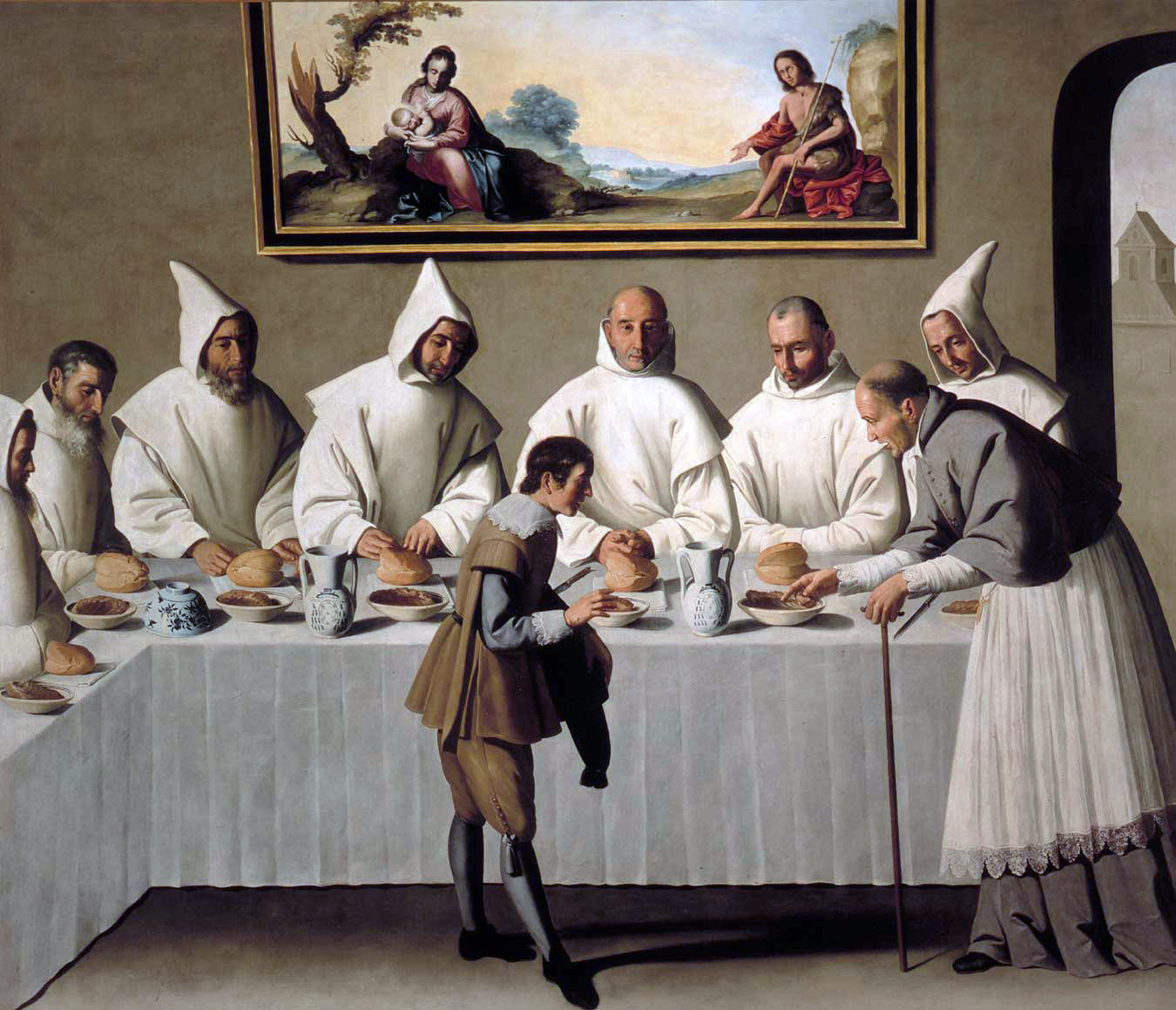
St. Hug al refetor per Zurbarán (Sevilla, Museo de Bellas Artes), on es pot veure l'hàbit cartoixà

### Expansió
Els Costums de Guigues limitava el nombre de monjos d'una cartoixa a dotze pares i setze germans llecs. L'èxit de l'orde, però, va fer que per mantenir-lo s'haguessin d'obrir més cases, especialment entre els segles xiii i xiv. Amb tot i això, la difusió de l'orde no ha estat tan gran com la d'altres ordes monàstics, en bona part pel rigor i radicalitat de la regla, que demana al monjo una austeritat i una solitud constants.
Des de la fundació al segle xi, hi ha hagut unes 210 cartoixes masculines; les femenines han estat rares i gairebé mai no n'hi ha hagut més de cinc funcionant simultàniament. El punt més alt de l'expansió de l'orde fou al segle xiv, quan hi havia unes 150 cartoixes obertes.

## Activitat i vida dels monjos cartoixans
Els cartoixans són un orde de vida contemplativa. Professen una austeritat extrema en la pràctica i durant tota la seva existència han continuat en aquesta pobresa i sense caure en luxes, per la qual cosa és l'únic dels ordes antics que no ha necessitat mai una reforma observant (normalment, els altres ordes les feien per recuperar l'ideal primitiu, ja perdut).
L'objectiu d'un cartoixà és la contemplació pura, en una vida monàstica d'oració pura i continuada. Té un caràcter mig eremític, ja que els monjos viuen en comunitat, però separats i en solitud, com a ermitans. Les cartoixes requereixen, doncs, una gran extensió de terreny, per permetre als monjos viure bona part del dia aïllats a les seves cel·les individuals: els àpats es fan a la cel·la. Només alguns oficis litúrgics i algunes feines es fan en comunitat. No fan apostolat fora del monestir.
A més de les cel·les, s'hi troben una sèrie de llocs comuns: el claustre (al voltant del qual es troben totes les cel·les), lloc de reunió (la cuina, el rentador...) i llocs de treball, on hi ha soroll (la fusteria, la forja…).

### Caràcter contemplatiu
La primera característica d'un monjo cartoixà és la recerca de Déu en la soledat. La soledat del cartoixà es troba en 3 nivells:
1. La separació del món
2. La guarda de la cel·la
3. La soledat interior, o la soledat del cor.

Els monjos cartoixans guarden els vots de pobresa, castedat i obediència, a més de dos vots més: l'estabilitat al monestir i la conversió de costums, en què hom cerca un creixement de lliurament al Senyor.

### Horari tipus
La vida cartoixana està regida per l'ofici diví, i cada hora de l'ofici és precedida o seguida de l'ofici de la Mare de Déu.
| Hora  | Activitat                     | Fi                                                                                      |
| ----- | ----------------------------- | --------------------------------------------------------------------------------------- |
| 23:30 | Llevar-se, oració a la cel·la | L'oració a la cel·la, al mig de la nit és un dels moments més rics de la jornada.       |
| 0:15  | Matines i laudes              | Depenent del dia, els oficis duren entre dues i tres hores; en acabar, es torna al llit |
| 6:30  | Llevar-se                     | L'hora no és fixa, però cal estar preparat a les 7:00                                   |
| 7:00  | Prima i àngelus               | El temps que segueix l'àngelus està consagrat a l'oració o la Lectio Divina             |
| 8:00  | Missa conventual              | A l'església                                                                            |
| 10:00 | Terça                         |                                                                                         |
| 12:00 | Sexta                         |                                                                                         |
|       | Dinar i recreació             | Temps de lleure                                                                         |
| 14:00 | Nona                          |                                                                                         |
|       | Feina manual i estudi         | L'equilibri estudi-treball manual depèn de cada monjo.                                  |
| 16:00 | Vespres de la Mare de Déu     |                                                                                         |
| 16:15 | Vespres                       | A l'església                                                                            |
|       | Col·lació, lectura, oració    | Lectura d'un llibre d'autor espiritual o de la Paraula de Déu.                          |
| 18:45 | Àngelus i completes           |                                                                                         |
| 19:30 | Allitar-se                    | Hora de lleure entre 19:30 i 20:00                                                      |

Els monjos no reben visites, però tenen un dia lliure a la setmana durant el qual poden esplaiar-se fora del monestir, normalment fent alguna excursió pels voltants. No tenen ràdios ni televisors, cosa que permet el desenvolupament del silenci interior.

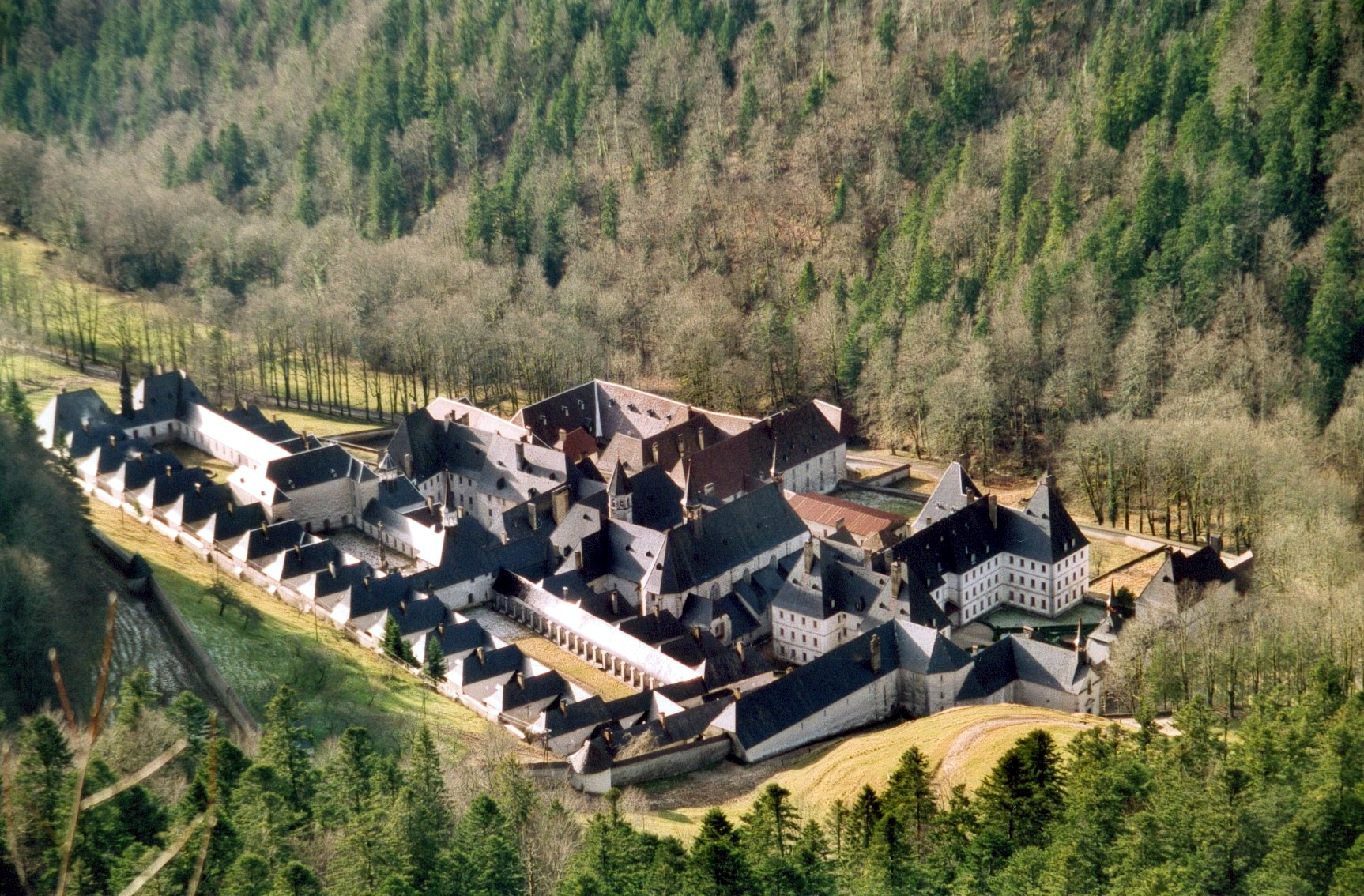
La Gran Cartoixa, casa mare de l'orde
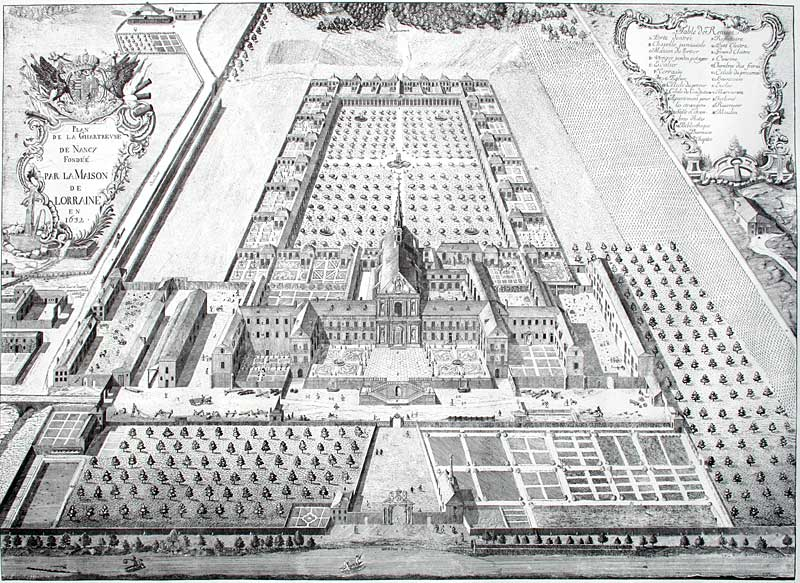
Cartoixa de Bosserville, a França, amb el pla típic d'una cartoixa

### Litúrgia
La litúrgia està basada en la que va escriure sant Bru, que es distingeix per la seva simplicitat i sobrietat. Aquesta litúrgia inclou molts temps de silenci, cap instrument musical, però permet el cant gregorià.
Les misses dels monestirs no són obertes al públic; els familiars dels monjos poden assistir-hi dues vegades a l'any. Els aspirants a monjo també hi són admesos.

### Formació cartoixana
1. Postulantat – De 3 mesos a un any
2. Noviciat – Inclou la presa d'hàbit i dura 2 anys
3. Vots temporals – per 3 anys
4. Renovació de vots – per 2 anys
5. Vots i professió solemne

Els candidats a monjo han de tenir entre 19 i 45 anys; si ingressen amb més de 45 anys, només podran ésser germans llecs. Han de tenir el desig de cercar Déu i la inclinació per viure en soledat, gaudir de bona salut i equilibri mental, no tenir compromisos familiars ni econòmics i tenir aptitud per a l'estudi.

## Difusió actual de l'orde
En el 2009, hi havia 20 cartoixes masculines obertes al món, a més de cinc femenines, amb 370 monjos i 75 monges. Les cartoixes masculines són a Europa (quatre a França -Grande Chartreuse, Portes (Ain), Montrieux (Var) i Sélignac- i a l'Estat espanyol -Montalegre (Tiana, el Maresme), Santa Maria de Benifassà (el Baix Maestrat), Porta Coeli (Serra, Camp de Túria), Aula Dei (Saragossa); i Miraflores (Burgos)-, dues a Itàlia (Farneta i Vedana), i una a Alemanya (Marienau), Eslovènia (Pleterje), Portugal (Scala Coeli, Èvora), Regne Unit (Parkminster) i Suïssa (Valsainte)), Amèrica -una a l'Argentina (San José), Brasil (Medianeira) i els Estats Units (Vermont)- i Àsia (Corea del Sud, amb una)